# Ética
La ética o filosofía moral es la rama de la filosofía que estudia la conducta humana, lo correcto y lo incorrecto, lo bueno y lo malo, la moral, el buen vivir, la virtud, la felicidad y el deber. La ética contemporánea se suele dividir en tres ramas o niveles: la metaética estudia el origen, naturaleza y significado de los conceptos éticos, la ética normativa busca normas o estándares para regular la conducta humana y la ética aplicada examina controversias éticas específicas.
Ética y moral son conceptos muy relacionados que a veces se usan como sinónimos, pero tradicionalmente se diferencian en que la ética es la disciplina académica que estudia la moral. La ética no inventa los problemas morales, sino que reflexiona sobre ellos. Las acciones relevantes para la ética son las acciones morales, que son aquellas realizadas de manera libre, ya sean privadas, interpersonales o políticas. La ética no se limita a observar y describir esas acciones, sino que busca determinar si son buenas o malas, emitir juicio sobre ellas y así ayudar a encauzar la conducta humana.
El estudio de la ética se remonta a los orígenes mismos de la filosofía en la Antigua Grecia, y su desarrollo histórico ha sido amplio y variado. A lo largo de la historia ha habido diversas maneras de entender la ética y distintas propuestas morales orientadoras de la vida humana.
Aunque la ética siempre fue una rama de la filosofía, su amplio alcance la conecta con muchas otras disciplinas, incluyendo la antropología, biología, economía, historia, política, sociología y teología.

## Definiciones
La palabra ética se deriva del griego antiguo ēthikós (ἠθικός), que significa "relativa al carácter de uno", que a su vez proviene de la palabra raíz êthos (ἦθος) que significa "carácter, naturaleza moral". Esta palabra fue transferida al latín como ethĭcus.
Rushworth Kidder afirma que las "definiciones estándar de ética han incluido típicamente frases como 'la ciencia del carácter humano ideal' o 'la ciencia del deber moral'". Richard William Paul y Linda Elder definen la ética como "un conjunto de conceptos y principios que nos guían para determinar qué comportamiento ayuda o daña a las criaturas sensibles". La Cambridge Dictionary of Philosophy establece que la palabra "ética" es "comúnmente usada indistintamente con 'moralidad' ... y a veces se usa de manera más estricta para referirse a los principios morales de una tradición, grupo o individuo particular." Paul y Elder afirman que la mayoría de las personas confunden la ética con comportarse de acuerdo con las convenciones sociales, las creencias religiosas, la ley, y no tratan la ética como un concepto independiente.
La palabra "ética" en inglés se refiere también a varias cosas. Puede referirse a la ética filosófica o la filosofía moral, un proyecto que intenta utilizar la razón para responder a varios tipos de cuestiones éticas. Como el filósofo moral inglés Bernard Williams escribe, intentando explicar la filosofía moral: "Lo que hace que una investigación sea filosófica es la generalidad reflexiva y un estilo de argumentación que pretende ser racionalmente persuasivo." Williams describe el contenido de esta área de investigación como abordar la cuestión muy amplia, "cómo se debe vivir". La ética también puede referirse a una habilidad humana común para pensar en problemas éticos que no es particular de la filosofía. Como ha escrito el bioeticista Larry Churchill: "La ética, entendida como la capacidad de pensar críticamente sobre los valores morales y dirigir nuestras acciones en términos de tales de valores, es una capacidad humana genérica". La ética también se puede utilizar para describir los propios idiosincrásicos principios o hábitos de una persona en particular. Por ejemplo: "Joe tiene una ética extraña".

## Ramas

### Metaética
La metaética es la rama de la ética que estudia el origen y el significado de los conceptos éticos, así como las cuestiones metafísicas acerca de la moralidad, en particular si los valores morales existen independientemente de los humanos, y si son relativos, convencionales o absolutos.
A diferencia de la ética tradicional, la metaética no responde a interrogantes como «¿qué es "lo bueno"?», sino más bien a «¿qué hace una persona cuando habla acerca de lo "bueno"?», o bien «¿qué características son propias del lenguaje moral?» Se trata, en suma, de un discurso elucidatorio que se ocupa a su vez de otro discurso, el moral. Una doctrina ética elabora y verifica afirmaciones o juicios determinados. Una sentencia ética, juicio moral o declaración normativa es una afirmación que contendrá términos tales como «bueno», «malo», «correcto», «incorrecto», «obligatorio», «permitido», etc., referidos a una acción, a una decisión o incluso contendrá a las intenciones de quien actúa o decide algo. Cuando se emplean sentencias éticas se está valorando moralmente a personas, situaciones, o acciones. Se establecen juicios morales cuando, por ejemplo, se dice: «ese hombre es malo», «no se debe matar», etc. En estas declaraciones aparecen los términos «malo», «no se debe», etc., que implican valoraciones de tipo moral.
Una sentencia ética supone la elaboración de un juicio moral y una norma que señala cómo deberían actuar los integrantes de una sociedad.
En 1903, George Edward Moore publicó Principia Ethica, una obra que se considera como la carta de nacimiento de la metaética, aunque en ella no se menciona la palabra «metaética». No obstante, en esa obra se otorga particular importancia al análisis de los predicados «bueno» y «malo» como propiedades definitorias de los juicios éticos. La obra introduce, por ejemplo, el problema de la falacia naturalista. Desde entonces la metaética ha crecido notoriamente en su alcance. Actualmente incluye no solo asuntos relativos al significado y uso de los términos, conceptos y proposiciones morales, sino también cuestiones vinculadas a la lógica de los enunciados morales, como la lógica deóntica.

### Ética normativa
La ética normativa es la rama de la ética que estudia los posibles criterios para determinar cuándo una acción es correcta y cuándo no lo es. Busca principios generales que justifiquen los sistemas normativos y argumenta por qué se deberían adoptar determinadas normas. Un ejemplo clásico de un criterio semejante es la regla de oro.
Dentro de la ética normativa, existen tres posturas principales: el consecuencialismo sostiene que las acciones se deben juzgar solo con base a si sus consecuencias son favorables o desfavorables. Distintas versiones del consecuencialismo difieren sin embargo acerca de qué consecuencias son relevantes para determinar la moralidad o no de una acción. Por ejemplo, el egoísmo moral considera que una acción será moralmente correcta solo cuando sus consecuencias sean favorables al que la realiza. En cambio, el utilitarismo, sostiene que una acción será moralmente correcta solo cuando sus consecuencias sean favorables para una mayoría. También existe debate sobre qué se debe contar como una consecuencia favorable.
La deontología sostiene que existen deberes que deben ser cumplidos, más allá de las consecuencias favorables o desfavorables que puedan traer, y que cumplir con esos deberes es actuar moralmente. Por ejemplo, cuidar a nuestros hijos es un deber, y es moralmente incorrecto no hacerlo, aun cuando esto pueda resultar en grandes beneficios económicos. Distintas teorías deontológicas difieren en el método para determinar los deberes, y consecuentemente en la lista de deberes a cumplir.

### Ética aplicada
La ética aplicada es la rama de la ética que estudia la aplicación de las teorías éticas a cuestiones morales concretas y controvertidas.
Algunas de estas cuestiones son estudiadas por subdisciplinas. Por ejemplo, la bioética estudia las cuestiones relacionadas con el avance de la biología y la medicina, como el aborto inducido, la eutanasia y la donación de órganos.
La deontología profesional busca justificar los valores morales que deberían guiar a los profesionales, y estudia los valores que de hecho guían a los profesionales. En el primer sentido la deontología profesional es una disciplina normativa y filosófica. En el segundo sentido, se trata más bien de una disciplina descriptiva y por lo tanto científica. La deontología profesional también cuenta con subdisciplinas como la ética médica, la ética militar, la ética de los negocios, la ética computacional o la ética de la ingeniería.
La ética ambiental se ocupa de la relación ética entre los seres humanos y el medio ambiente. Quizás las dos preguntas fundamentales de esta disciplina sean: ¿qué deberes tienen los seres humanos hacia el medio ambiente, y por qué? En general, la respuesta a la primera pregunta es una consecuencia de la respuesta a la segunda. Distintas respuestas o aproximaciones a respuestas han dado lugar a distintas éticas ambientales.
La ética militar es un conjunto de prácticas y discursos que sirven para orientar a las fuerzas armadas y a sus integrantes para que actúen conforme a unos valores y unas normas determinadas, y para mostrar al conjunto de la ciudadanía esos valores de referencia.
La ética económica se ocupa de las relaciones éticas que deberían guiar las relaciones económicas entre los seres humanos y el efecto que tales normas tendrían sobre la economía de nuestras sociedades. De hecho gran parte de los economistas que desarrollaron la teoría moderna de la economía partieron de bases éticas. El ejemplo más cercano es el utilitarismo desarrollado primero como doctrina moral y luego usado para la teoría del valor neoclásica.
La ética organizacional es una ética aplicada a una circunstancia particular –la organización–, con sus aspectos específicos. Es una disciplina científica que «investiga el impacto que individuos, grupos y estructuras tienen en la conducta dentro de las organizaciones, con la finalidad de aplicar estos conocimientos a la mejora de la eficacia de tales organizaciones»

## Conceptos

### Libre albedrío
El principio del libre albedrío tiene implicaciones religiosas, éticas, psicológicas, jurídicas y científicas. Por ejemplo, la ética puede suponer que los individuos son responsables de sus propias acciones. En la psicología, implica que la mente controla algunas de las acciones del cuerpo, las cuales son conscientes.[cita requerida]

### Virtud
La virtud (en latín: virtus) es la excelencia moral. Una virtud es una cualidad que se considera moralmente buena. Una virtud es una disposición de la persona para obrar de acuerdo con determinados proyectos ideales orientados al bien, la verdad, la justicia y la belleza. En otras palabras, permite hacer lo que está bien y evitar lo que está mal. Lo contrario de la virtud es el vicio. La virtud tiene una gran importancia para la vida ética.

### Responsabilidad
La responsabilidad es un valor que está en la conciencia de la persona que estudia la Ética sobre la base de la moral.
Puesto en práctica, se establece la magnitud de dichas acciones y de cómo afrontarlas de la manera más positiva e integral para ayudar en un futuro.

### Obligación
La obligación moral es la que da razón sobre la voluntad de un valor. Por ello, esta ha de ser originada en la autoridad, la sociedad, el inconsciente, o en el miedo al castigo. 
Cuando una persona capta un valor con su inteligencia, se ve solicitada por dicho valor, entonces  propone a la voluntad la realización de tal valor. Pero la presiona suavemente, sin suprimir el libre albedrío; ve una necesidad objetiva y como tal la sugiere a la voluntad para su realización. Se trata pues, de una exigencia propia de la razón, fundamentada en un valor objetivo, pero nacida en lo más íntimo y elevado de cada persona: su propia razón. Por lo tanto, la obligación moral es autónoma.

## Problemas éticos
Los problemas éticos surgen de aplicar la teoría ética a situaciones de la vida real. 
Preguntas específicas
La ética se utiliza en algunos aspectos de la determinación de la política pública, también puede ser utilizada por personas que enfrentan decisiones difíciles. El tipo de preguntas que aborda la ética aplicada, por ejemplo son: "¿Es inmoral tener un aborto?" ; "¿Es la eutanasia inmoral?"; "¿La acción afirmativa es correcta o incorrecta?"; "¿Qué son los derechos humanos y cómo los determinamos?"; "¿Los animales también tienen derechos?"; y "¿Tienen las personas el derecho a la autodeterminación ?"[cita requerida]
Una pregunta más específica podría ser: "Si alguien más puede mejorar su vida de lo que yo puedo, ¿es entonces moral sacrificarme por el si es necesario?" Sin estas preguntas, se carece de un punto de apoyo sobre el cual equilibrar la ley, la política y la práctica del arbitraje; de hecho, no hay supuestos comunes de todos los participantes, por lo que la capacidad de formular las preguntas es anterior al equilibrio de derechos. Pero no todas las cuestiones estudiadas en ética aplicada se refieren a políticas públicas. Por ejemplo, hacer juicios éticos con respecto a preguntas como "¿Mentir siempre está mal?" y, "Si no, ¿cuándo está permitido?" es anterior a cualquier etiqueta.
Las personas, en general, se sienten más cómodas con las dicotomías (dos opuestos). Sin embargo, en ética, los problemas suelen ser multifacéticos y las acciones mejor propuestas abordan muchas áreas diferentes al mismo tiempo. Se presionan muchos botones para mejorar la condición general y no en beneficio de ninguna facción en particular.
Y no solo se ha demostrado que las personas consideran el carácter del agente moral (es decir, un principio implícito en la virtud ética), el hecho de la acción (es decir, un principio implícito en la deontología ) y las consecuencias de la acción (es decir, un principio implícito en el utilitarismo) al formular juicios morales, pero además que el efecto de cada uno de estos tres componentes depende del valor de cada componente.

### Problema del ser y el deber ser
El problema del ser y el deber ser (también llamado ley de Hume, la guillotina de Hume y a veces confundido con la falacia naturalista) es un problema en metaética sobre la posibilidad de deducir oraciones normativas a partir de oraciones descriptivas. Oraciones descriptivas son aquellas que dicen lo que es el caso (p. ej. «los emperadores son crueles») mientras que oraciones normativas son aquellas que dicen lo que debe ser el caso («los emperadores deben ser crueles»).
Claro que así como se puede pedir justificación para las oraciones normativas, se puede pedir justificación para las oraciones descriptivas. Pero esto es otro problema, que puede encontrar otras respuestas. Las oraciones descriptivas se pueden (quizás) justificar a partir de la investigación empírica. Así, por ejemplo, el valor de verdad de la oración «los emperadores son crueles» se puede determinar haciendo una investigación histórica. Sin embargo, no sucede lo mismo con la oración «los emperadores deben ser crueles». La verdad o falsedad de esta oración se debe determinar por otros métodos, y si se descarta la posibilidad de probar su verdad a través de una deducción a partir de premisas verdaderas, entonces vale preguntar si hay algún otro camino.
El abismo que separa a los hechos de los deberes no tiene nada que ver con el contenido de las proposiciones descriptivas de las que se parte. Lo mismo da que se trate de proposiciones metafísicas, científicas o de la vida cotidiana. El error se encuentra en el procedimiento, no en el punto de partida. La ambigüedad inadvertida empírico-normativa de ciertos términos conduce a falacias lógicas tales como: «La esencia de la sexualidad es la procreación. Por lo tanto, la anticoncepción no está permitida, porque no refleja la naturaleza de la sexualidad».

### Problema de la suerte moral
El problema de la suerte moral es el problema ético que surge de que en muchos casos, parece correcto evaluar moralmente a un agente pese a que una parte importante de aquello por lo cual es evaluado depende de factores fuera de su control. Tales situaciones se llaman de suerte moral, y entran en conflicto con un principio moral intuitivo, llamado el principio de control, según el cual un agente sólo es moralmente evaluable en la medida en que aquello por lo cual es evaluado depende de factores bajo su control.
Las propuestas de solución al problema pueden ser divididas en tres grandes grupos: aquellas que pese a las apariencias niegan que exista la suerte moral; aquellas que aceptan la existencia de la suerte moral, y prefieren negar o restringir el alcance del principio de control; y aquellas que argumentan que es simplemente incoherente aceptar o negar la existencia de algunos tipos de suerte moral, de modo que el problema nunca llega a aparecer.

### Ética de comer carne
La ética de comer carne hace referencia a la pregunta sobre si es ético comer animales no humanos. Es uno de los temas más destacados en ética alimentaria.
El consumo de carne toma en cuenta consideraciones éticas rescatadas de otras corrientes de pensamiento; incluido el posthumanismo; que en su búsqueda de mitigar un conjunto de valores creados en torno a una perspectiva antropocéntrica, busca revolucionar las estructuras de poder del humano entre su misma especie, como con otras. En el caso del consumo de la carne, se replantea la posición de superioridad del humano con respecto a especies cuya carne es consumida y procesada de manera industrial. Dentro del posthumanismo, existe una transformación ética de una perspectiva antropocéntrica a una biocéntrica; donde no deja de tomar en cuenta el bienestar del ser humano, pero no poniéndolo en una posición de poder en comparación con otras especies animales. 
No obstante, si bien las corrientes posthumanistas de pensamiento son disruptivas con respecto a otros procesos humanos, hay subdivisiones éticas con respecto a cómo debería entenderse la reducción del consumo de carne:
Zoocentrismo (amplio o restringido según corresponda), 
Especismo, 
Biocentrismo y
Ecocentrismo
La objeción moral más común a comer carne es que, para la mayoría de las personas que viven en el mundo desarrollado, no es necesario para la supervivencia o la salud. Algunos argumentan que sacrificar animales únicamente porque las personas disfrutan del sabor de la carne es incorrecto y moralmente injustificable. Sin embargo, existen pensadores como Donna Hararway, la cual no ve al veganismo como una alternativa. En gran parte, porque ella considera que ese pensamiento es un discurso de falsa promesa. Según ella la relación que el ser humano tiene con los animales también incluye comerlos. La razón de esto es que la cultura es la forma en la que se crean estos lazos simbióticos. No obstante, hay pensadores como Dressler que se oponen a esta visión porque Haraway solo  se centra en la forma que interconectan los animales a través del trabajo, ya que lo ve desde una perspectiva marxista. Otra cosa en la cual se opone Dressler a la visión de Anne Hararway es que ella permite el sufrimiento animal y lo justifica diciendo que tienen que compartir el dolor para saber lo que significa. Por lo tanto, así como existen corrientes éticas defensoras del veganismo, existe un amplio debate con respecto a cómo debería ser la relación del humano con otras especies.
Los vegetarianos y veganos  también se pueden oponer a las prácticas que subyacen a la producción de carne, o citar sus preocupaciones sobre bienestar animal, derechos de los animales, ética ambiental y motivos religiosos.

### Debate sobre el aborto
|                                                                                              | Permitido a pedido, sin límite gestacional.                                                                |
|                                                                                              | Permitido a petición, con un límite gestacional después de las primeras 17 semanas.                        |
|                                                                                              | Permitido o sin castigo a pedido, con límite gestacional en las primeras 17 semanas.                       |
|                                                                                              | Permitido a pedido, con un límite gestacional poco claro.                                                  |
| Legalmente restringido a los casos de:                                                       | |
|                                                                                              | Riesgo para la vida de la mujer, para su salud*, violación*, defectos del feto* o factores socioeconómicos |
|                                                                                              | Riesgo para la vida de la mujer, para su salud*, violación o defectos del feto                             |
|                                                                                              | Riesgo para la vida de la mujer, para su salud* o defectos del feto                                        |
|                                                                                              | Riesgo para la vida de la mujer*, para su salud* o violación                                               |
|                                                                                              | Riesgo para la vida de la mujer o para su salud                                                            |
|                                                                                              | Riesgo para la vida de la mujer                                                                            |
|                                                                                              | Ilegal sin excepciones                                                                                     |
|                                                                                              | Sin información                                                                                            |
| * Esta categoría no aplica a algunos países (véase § Situación legal del aborto en el mundo) | |

En relación con el aborto inducido o interrupción voluntaria del embarazo, se refiere a la discusión, controversia y polémica sobre su práctica, contexto social y económico en el que se produce. Las partes involucradas en el debate son los movimientos «pro-elección» y «pro-vida». Los primeros enfatizan el derecho de las mujeres a decidir si terminar un embarazo, los segundos enfatizan el derecho del embrión o feto a que se termine su gestación y a nacer.
Para varias personas, el aborto es un problema moral relacionado con el comienzo de la persona humana, los derechos del feto y los derechos de la mujer sobre su propio cuerpo. El debate se ha convertido en un problema político y legal en algunos países con activistas antiaborto que buscan promulgar, mantener y expandir las leyes antiaborto, mientras que los activistas del derecho al aborto buscan revocar o relajar esas leyes al tiempo que amplían el acceso al aborto. Las leyes de aborto varían considerablemente entre las jurisdicciones, desde la prohibición total del procedimiento hasta el financiamiento público del aborto. La disponibilidad de aborto seguro también varía en todo el mundo.

### Metaética
La metaética es la rama de la ética que estudia el origen y el significado de los conceptos éticos, así como las cuestiones metafísicas acerca de la moralidad, en particular si los valores morales existen independientemente de los humanos, y si son relativos, convencionales o absolutos.
A diferencia de la ética tradicional, la metaética no responde a interrogantes como «¿qué es "lo bueno"?», sino más bien a «¿qué hace una persona cuando habla acerca de lo "bueno"?», o bien «¿qué características son propias del lenguaje moral?» Se trata, en suma, de un discurso elucidatorio que se ocupa a su vez de otro discurso, el moral. Una doctrina ética elabora y verifica afirmaciones o juicios determinados. Una sentencia ética, juicio moral o declaración normativa es una afirmación que contendrá términos tales como «bueno», «malo», «correcto», «incorrecto», «obligatorio», «permitido», etc., referidos a una acción, a una decisión o incluso contendrá a las intenciones de quien actúa o decide algo. Cuando se emplean sentencias éticas se está valorando moralmente a personas, situaciones, o acciones. Se establecen juicios morales cuando, por ejemplo, se dice: «ese hombre es malo», «no se debe matar», etc. En estas declaraciones aparecen los términos «malo», «no se debe», etc., que implican valoraciones de tipo moral.
Una sentencia ética supone la elaboración de un juicio moral y una norma que señala cómo deberían actuar los integrantes de una sociedad.
En 1903, George Edward Moore publicó Principia Ethica, una obra que se considera como la carta de nacimiento de la metaética, aunque en ella no se menciona la palabra «metaética». No obstante, en esa obra se otorga particular importancia al análisis de los predicados «bueno» y «malo» como propiedades definitorias de los juicios éticos. La obra introduce, por ejemplo, el problema de la falacia naturalista. Desde entonces la metaética ha crecido notoriamente en su alcance. Actualmente incluye no solo asuntos relativos al significado y uso de los términos, conceptos y proposiciones morales, sino también cuestiones vinculadas a la lógica de los enunciados morales, como la lógica deóntica.

## Historia

### Edad Antigua
Desde el inicio de la reflexión filosófica ha estado presente la consideración sobre la ética. Platón afronta la temática ética en diversos lugares y desde contextos diferentes. Así, por ejemplo, en el Gorgias busca superar el hedonismo y la ley del más fuerte. En el Fedón evidencia la importancia de lo que exista tras la muerte para regular el propio comportamiento. En La República aborda juntamente la ética individual (desde la perspectiva de una justicia dentro del alma) y la ética pública, con una compleja teoría del Estado, que encuentra complementos y puntos de vista diferentes en otras dos obras, el Político y las Leyes. En la segunda mitad de la obra Fedro, uno de los temas principales es la ética.
La Ética nicomáquea, seguramente el más importante tratado de ética de Aristóteles, se basa en la premisa de que todo ser humano busca la felicidad (ética eudemónica). Para Aristóteles todos los seres naturales tienden a cumplir la función que les es propia y están orientados a realizar completamente sus potencialidades. El bien, que es lo mismo que la perfección de un ser o la realización de las capacidades es cumplir su función propia, aquello a que solo él puede realizar. También los seres humanos están orientados a la realización plena de la función que les es propia. El problema que se suscita, entonces, es cuál es la función propia del hombre. Y si acaso hay más de un bien propio del hombre, ¿cuál es el bien más alto y más perfecto de los que puede alcanzar el ser humano?
Como en otras de sus obras, Aristóteles releva las opiniones de sus contemporáneos al respecto y comprueba que todas parecen estar de acuerdo en que el objetivo supremo del hombre es vivir bien y ser feliz, aunque hay muchos desacuerdos respecto de en qué consiste la felicidad y el buen vivir. Para Aristóteles la vida feliz (plena) es la que permite realizar la actividad superior (contemplación), con una suficiente autonomía (bienes materiales, salud), y en compañía de un número suficiente de amigos (cf. Ética nicomáquea I).
Solo son morales las acciones en las que se puede elegir y decidir qué hacer. En cambio, no son morales ni inmorales las acciones padecidas, compulsivas o forzosas. Lo que es moral es la acción que depende de la voluntad, si se actúa de modo correcto. ¿Cuándo se actúa correctamente? La forma correcta de actuar depende del ámbito de acción (dianoético o intelectual, ético o moral) y en parte está pautada por las costumbres de la comunidad a la que se pertenece (si la comunidad es éticamente sana, algo que supone Aristóteles para el mundo griego quizá de modo acrítico) y se aprende con la educación. Cuando se actúa de acuerdo con estas pautas, se vive bien y se es virtuoso.
Por otra parte, los filósofos estoicos y epicúreos propusieron teorías morales basadas en principios opuestos: la virtud y la vida con moderación (estoicismo), y la búsqueda del placer (epicureísmo).

### Edad Media
Es un momento en el que la ética asume elementos de las doctrinas clásicas de la felicidad (el fin del actuar humano consiste en obtener el bien que nos hace felices) y los une a la doctrina cristiana (vista como Revelación divina), especialmente según la normativa que recogen los mandamientos. El fin último del actuar humano es la caridad, que se consigue al vivir desde el Evangelio, y que permite al hombre acceder a la visión de Dios (en el cielo), donde el ser humano alcanza su máxima plenitud y el bien supremo.
Diversos autores hablan de ética y según perspectivas diferentes. Es oportuno recordar dos grandes nombres, san Agustín de Hipona y santo Tomás de Aquino (especialmente en la segunda parte de la Suma de teología, en la que se recogen numerosos elementos de la ética de Aristóteles).
Posteriormente, y tras las huellas de las ideas de Tomás de Aquino, se desarrolla en el ámbito católico lo que luego será conocido como principio de doble efecto.

### Edad Moderna
Los filósofos éticos modernos trabajan con la mirada puesta, sobre todo, en el mundo antiguo (estoicos, epicúreos, Platón, Aristóteles), si bien con algunos elementos heredados de la Escolástica medieval. Descartes tiene algunos elementos de ética en su famoso Discurso del método. Dentro del racionalismo, es Baruch Spinoza quien elaboró de modo más amplio y sistemático una propuesta ética. En el ámbito del empirismo, David Hume trabajó en diversos momentos para comprender los motivos profundos de las acciones humanas.
La gran revolución ética moderna se realiza a través de Immanuel Kant, que rechaza una fundamentación de la ética en otra cosa que no sea imperativo moral mismo (deontologismo formal), pues si la moral se orienta a buscar la felicidad no podría dar ninguna norma categórica ni universal. Los filósofos idealistas desarrollaron esta moral del imperativo categórico. Hacen frente así al utilitarismo, al afirmar que el principio de utilidad no es el único criterio de corrección de las acciones.

### Edad Contemporánea
La ética del siglo XX ha conocido aportes muy importantes por parte de numerosos autores: los vitalistas y existencialistas desarrollan el sentido de la opción y de la responsabilidad, Max Scheler elabora una fenomenología de los valores. Autores como Alain Badiou han intentado demostrar que esta principal tendencia (en las opiniones y en las instituciones), la cuestión de «la ética» en el siglo XX, es en realidad un «verdadero nihilismo» y «una amenazante denegación de todo pensamiento».
Recientemente, y desarrollando un análisis en profundidad de los orígenes y fundamentos de la ética, han aparecido diversos estudios sobre el papel de las emociones en el desarrollo de un pensamiento ético antifundacionalista, como ha indicado Richard Rorty. En las últimas dos décadas, el filósofo escocés MacIntyre establece nuevas herramientas de análisis histórico-filosófico de distintas versiones rivales de la ética.
David Couzens Hoy afirma que los escritos de Emmanuel Levinas sobre el rostro del Otro y las meditaciones de Derrida sobre la relevancia de la muerte para la ética son signos del "giro ético" en la filosofía continental que se produjo en los años ochenta y noventa. Hoy describe la ética poscrítica como las "obligaciones que se presentan como necesariamente para ser cumplidas pero que no se imponen ni son exigibles".
El modelo de poscrítica de Hoy utiliza el término "resistencia ética". Ejemplos de esto serían la resistencia de un individuo al consumismo en un retiro a un estilo de vida más simple pero quizás más duro, o la resistencia de un individuo a una enfermedad terminal. Hoy describe el relato de Levinas como "no un intento de usar el poder contra sí mismo o de movilizar a sectores de la población para ejercer su poder político; la resistencia ética es en cambio la resistencia de los impotentes".
Hoy concluye que

La resistencia ética de los demás impotentes a nuestra capacidad de ejercer poder sobre ellos es, por tanto, lo que nos impone obligaciones inaplicables. Las obligaciones son inaplicables precisamente por la falta de poder del otro. Que las acciones sean a la vez obligatorias y al mismo tiempo inaplicables es lo que las coloca en la categoría de éticas. Las obligaciones que se hicieran cumplir, en virtud de la fuerza que las respalda, no se asumirían libremente y no estarían en el ámbito de lo ético.

## Psicología moral
La psicología moral es un campo de estudio que comenzó como un tema en filosofía y que ahora se considera propiamente parte de la disciplina de psicología. Algunos usan el término "psicología moral" de manera relativamente restringida para referirse al estudio del desarrollo moral. Sin embargo, otros tienden a usar el término de manera más amplia para incluir cualquier tema en la intersección de la ética y la psicología (y filosofía de la mente). Estos temas son los que involucran la mente y son relevantes para cuestiones morales. Algunos de los temas principales del campo son responsabilidad moral, desarrollo moral, carácter moral (especialmente en lo relacionado con ética de las virtudes), altruismo, egoísmo psicológico, suerte moral, y desacuerdo moral.

### Ética evolutiva
La ética evolutiva se refiere a enfoques de la ética (moralidad) basados en el papel de la evolución en la configuración de la psicología y el comportamiento humanos. Dichos enfoques pueden basarse en campos científicos como psicología evolutiva o sociobiología, con un enfoque en la comprensión y explicación de las preferencias y elecciones éticas observadas.

## Ética descriptiva
La ética descriptiva se encuentra en el extremo menos filosófico del espectro, ya que busca recopilar información particular sobre cómo vive la gente y sacar conclusiones generales basadas en patrones observados. Las preguntas abstractas y teóricas que son más claramente filosóficas, como "¿Es posible el conocimiento ético?", No son fundamentales para la ética descriptiva. La ética descriptiva ofrece una aproximación libre de valores a la ética, que la define como una ciencia social en lugar de una humanidad.  Su examen de la ética no parte de una teoría preconcebida, sino que investiga observaciones de elecciones reales hechos por agentes morales en la práctica. Algunos filósofos se basan en la ética descriptiva y las elecciones hechas y no cuestionadas por una sociedad o cultura para derivar categorías, que típicamente varían según el contexto. Esto puede llevar a ética situacional y ética situada. Estos filósofos a menudo ven la estética, etiqueta y arbitraje como más fundamentales, que se filtran "de abajo hacia arriba" para implicar la existencia, en lugar de prescribir explícitamente, teorías del valor o de la conducta. El estudio de la ética descriptiva puede incluir exámenes de lo siguiente:
- Código ético es aplicado por varios grupos. Algunos consideran que la estética en sí misma es la base de la ética, y un núcleo moral personal desarrollado a través del arte y la narración de historias es muy influyente en las elecciones éticas posteriores.
- Teorías informales de etiqueta que tienden a ser menos rigurosas y más situacionales. Algunos consideran la etiqueta como una simple ética negativa, es decir, ¿dónde se puede evadir una verdad incómoda sin hacer algo malo? Una destacada defensora de este punto de vista es Judith Martin ("Miss Manners"). Según este punto de vista, la ética es más un resumen de sentido común decisiones sociales.
- Prácticas en arbitraje y derecho, por ejemplo, la afirmación de que la ética en sí misma es una cuestión de equilibrar "lo correcto contra lo correcto", es decir, priorizar dos cosas que son correctas, pero que deben intercambiarse cuidadosamente en cada  situación.
- Opciones observadas hechas por gente corriente, sin ayuda ni consejo de expertos, que votan, compran y deciden qué vale la pena valorar. Esta es una de las principales preocupaciones de la sociología, ciencia política y economía.[70]

## Etimología
La palabra «ética» proviene del latín ethĭcus, y éste del griego antiguo ἠθικός transliterado como ēthikós. La forma femenina proviene del latín tardío ethĭca, y este del griego ēthikḗ. Según algunos autores, se debe diferenciar êthos, que significa «carácter», de ethos, que significa «costumbre», pues «ética» se sigue de aquel sentido y no es éste.
Etimológicamente «ética» y «moral» tienen el mismo significado, ya que la palabra «moral» viene de latín mos que significa «hábito» o «costumbre».